# 诗篇第30篇
《诗篇》第30篇（在《七十士译本》中被列为第29篇），是一首感恩的诗歌，作者是大卫王，作于奉献圣殿之时。　　　

## 译文

### 汉语
耶和华阿，我要尊崇你，因为你曾提拔我，不叫仇敌向我夸耀。

耶和华我的神阿，我曾呼求你，你医治了我。

耶和华阿，你曾把我的灵魂从阴间救上来，使我存活，不至于下坑。

耶和华的圣民哪，你们要歌颂祂，赞美祂可记念的圣名。

因为祂的怒气不过是转眼之间，祂的恩惠乃是一生之久；一宿虽然有哭泣，早晨便必欢呼。

至于我，我凡事平顺，便说，我永不动摇。

耶和华阿，你曾施恩，叫我的江山稳固。你掩了面，我就惊惶。

耶和华阿，我曾求告你；我向耶和华恳求，说，

我被害流血，下到坑中，有什么益处呢？尘土岂能赞美你，传说你的诚实么？

耶和华阿，求你应允我，怜恤我。耶和华阿，求你帮助我。

你已将我的哀哭变为跳舞；你已将我的麻衣脱去，给我披上喜乐。

好叫我的灵歌颂你，并不住声。耶和华我的神阿，我要称谢你，直到永远。

## 在犹太教中
在犹太教中，诗篇30篇通常称为Mizmor Shir，自17世纪起，成为每日祈祷的一部分，在晨祷（Shacharit prayer）的P'sukei D'zimre部分之前诵读。
诗篇30篇也被认为是犹太教光明节的诗篇。

### 引用
1. ↑  Henry, Matthew. . Alban Books. 2005. ISBN 156563778X.

### 书籍
- The Complete Artscroll Siddur, pages 54-55.